# آلتشاید
التسچید (به آلمانی: Altscheid) یک شهر در آلمان است که در راینلاند-فالتس واقع شده‌است.

## خصوصیات
التسچید ۵٫۸۹ کیلومترمربع مساحت دارد ۴۲۶ متر بالاتر از سطح دریا واقع شده‌است.